# Чанселлор, Джастин
Джа́стин Га́ннер Уо́лтер Чэ́нселлор (англ. Justin Gunnar Walter Chancellor; род. 19 ноября 1971, Лондон) — британский бас-гитарист. В настоящее время входит в состав американской прогрессив-метал группы Tool. В прошлом играл в английской группе Peach.

## Биография
Родился 19 ноября 1971 года в графстве Кент в Великобритании.
Чэнселлор изначально был гитаристом и считается, что до сих пор придумывает свои крайне оригинальные, интересные и технически весьма сложные партии сначала на гитаре, а уже потом перекладывает их на бас.
В Tool Чанселлор перешёл в 1995 году из своей предыдущей группы Peach, в которой играл ещё с юношеского возраста. Это произошло в момент записи Tool их альбома Ænima, который они записывали в Лос-Анджелесе.
Считается, что наивысшими достижениями басиста Чанселлора в Tool на данный момент являются песни Schism (2001, альбом Lateralus) (с её простым по технике вступлением на басу, и следующим далее основным басовым риффом — песня получила премию Grammy Award в номинации Best Metal Performance), гипнотическая одиннадцатиминутная Reflection, великолепно сочетающая флажолеты и тягучий рифф Disposition (обе — 2001, Lateralus), а также 10000 Days и The Pot (обе — 2006, альбом 10000 Days). Кроме того, заслуживает упоминания его партия в песне You Lied группы Peach.